# Марченко, Артём Владимирович
Артём Владимирович Марченко (род. 23 марта 1991, Киев, Киевская область) — российский регбист, фланкер команды «ВВА-Подмосковье». Мастер спорта России. Сын регбиста Владимира Марченко.

## Биография
Регби начал заниматься в 10 лет. Первый тренер — Олег Валерьянович Фукс. В команде ВВА-Подмосковье с 2013 года. Многократный бронзовый призёр чемпионата России по регби, обладатель Кубка Европейских Чемпионов по регби-7, серебряный призёр чемпионата России по регби-7.
6 сентября 2014 года женился на Меркуловой Марии Владимировне. Двое детей, сын Михаил и дочь Анна. 

## Достижения
- Бронзовый призёр Чемпионата России по регби
- Обладатель Кубка Европейских Чемпионов по регби-7
- Серебряный призёр чемпионата России по регби-7